# 姚裕 (明朝)
姚裕（14世紀—15世紀），字克寬，南直隸寧國府旌德縣進坊人，明朝政治人物。

## 生平
姚裕是宣德十年（1435年）乙卯科應天鄉試舉人，授嚴州訓導，正統十二年（1447年）改魯山教諭，造就當地士子，地方科第始盛，右副都御史袁愷出其門下，陞國子監助教，官至翰林院檢討，請求退休回鄉，去世後入祀鄉賢祠，著有《名山雅編》。

## 引用
1. 1 2  民國《旌德縣志·卷八·人物》：姚裕，字克寬，進坊人，司戶公八世孫，宣德乙卯舉人，訓導嚴州府，轉魯山縣教諭，造就更深，科第始盛，都憲袁愷其門下士也，遷國子監助教，累陞翰林院檢討，乞休歸，卒崇祀鄉賢，著有《名山雅編》傳世。 見府志